# 어니스트 보그나인
어니스트 보그나인(영어: Ernest Borgnine 또는 Ermes Effron Borgnino, 1917년 1월 24일 ~ 2012년 7월 8일)는 미국의 배우이다.
2012년 7월 8일 신부전으로 사망했다. 향년 96세

## 출연 작품
- 지상에서 영원으로
- 데미트리아스
- 자니 기타
- 베라 크루스
- 배드 데이 블랙 록
- 난폭한 토요일
- 마티
- 주발
- 베스트 씽스 인 라이프 알 프리
- 케이터드 어페어
- 바이킹
- 바라바
- 특전 네이비
- 사막의 기적
- 특공대작전
- 라일라 클레어의 전설 - 바니 쉰
- 스프릿
- 제브라 작전
- 와일드 번치 - 더치 잉스트롬
- 더 어드벤처스
- 하니 클로더
- 노인 강도
- 립 오프
- 윌러드
- 더 리벤저스
- 포세이돈 어드벤쳐 - 마이크 로고 역
- 넵툰 어드벤쳐
- 북극의 제왕
- 선데이 인 더 컨트리
- 허슬
- 애욕의 종점
- 사랑의 유람선
- 왕자와 거지
- 나자렛 예수
- 콘보이
- 블랙홀
- 서부 전선 이상 없다
- 더블 맥거핀
- 그레이트 볼카노
- 뉴욕 탈출
- 악령의 리사
- 500만 달러의 모험
- 영 워리어스
- 러브 리즈 더 웨이: 어 트루 스토리
- 에어울프
- 에어울프 시리즈 - 도미닉 역
- 스폰지밥